# Љубав, венчања и друга очајања
Љубав, венчања и друга очајања (енгл. Love, Weddings & Other Disasters) амерички је љубавно-хумористички филм из 2020. године, у режији и по сценарију Дениса Дугана, по причи Дугана, Ајлин Кон и Ларија Милера. Главне улоге глуме Дајана Китон, Џереми Ајронс, Меги Грејс, Дијего Бонета и Ендру Бачелор.
Приказан је 4. децембра 2020. у САД, односно 24. децембра у Србији.

## Радња
Власницу цвећаре Џеси Инглиш оставља дечко, а недуго затим једна од њених муштерија, Лиз Раферти, тражи од ње да јој организује венчање које се дешава за само осам дана. Увек спремна за изазов, Џеси пристаје да га организује за Лиз и њеног супруга Роберта Бартона, који је кандидат за градоначелника.
Да би испланирала савршено венчање за Лиз и Роберта, Џеси ради заједно са угледним угоститељем, Лоренсом Филипсом. Током припреме кетеринга за венчање, Лоренсу пријатељ намешта састанак на слепо са женом по имену Сара — која је заправо слепа. У потрази за бендом који ће свирати на пријему, Џеси проналази бенд који свира у бару и који сматра савршеним, па им се обраћа с понудом. Фронтмен бенда, Мак, одмах кликне са Џеси и жели да наступи на венчању али његов колега Лени мисли да је то лоша идеја.
Док се Роберт спрема за венчање са Лиз, његов брат Џими Бартон учествује на такмичењу за љубавне састанке. Џими мора да остане физички везан за своју партнерку Светлану што је дуже могуће и ако успеју да надмаше други пар, они побеђују и освајају милион долара.
У међувремену, капетан брода по имену Капетан Ричи заљубљује се до ушију у једну од својих гошћи на броду али постоји проблем — он не зна ко је она и где да је нађе. Једино што зна о њој је да има тетоважу стаклене ципелице на врату. Када водитељка локалних вести Гејл Лавџој предложи да направи прилог о њему и његовом броду, Капетан Ричи одлучује да би могао да искористи то јавно излагање да пронађе своју Пепељугу.
И док сви ови ликови покушавају да створе савршен „крај из бајке”, они откривају да је љубав неуредна, збуњујућа и лепа.

## Улоге
| Глумац            | Улога         |
| ----------------- | ------------- |
| Дајана Китон      | Сара          |
| Џереми Ајронс     | Лоренс Филипс |
| Дијего Бонета     | Мак           |
| Џинџу Ли          | Јони          |
| Џеси Макартни     | Лени          |
| Вероника Ферес    | Бев           |
| Денис Староселски | Роберт Бартон |
| Тод Сташвик       | Џопа          |
| Меги Грејс        | Џеси          |
| Керолајн Порту    | Лиз Рафарети  |
| Мелинда Хил       | Светлана      |
| Ендру Бачелор     | Капетан Ричи  |
| Вилијам Ксифарас  | Мени          |
| Гејл Бенингтон    | Тина          |
| Ел Кинг           | Џордан        |
| Китон Симонс      | гитариста     |
| Денис Дуган       | Еди Стоун     |